# 項治元
項治元（1524年—1562年），字熙仲，號星渚，浙江嘉興府嘉善縣人，民籍，明朝政治人物。

## 生平
嘉靖三十一年（1552年）壬子科浙江鄉試第七十七名舉人，嘉靖三十五年（1556年）中式丙辰科會試第一百九十五名，二甲第六十四名進士。大理寺觀政，授刑部主事，四十年（1561年）調吏部，以賄賂嚴嵩升職，官至禮部員外郎。嚴世蕃倒台後，四十一年（1562年）五月受劾逮問，卒於獄中。

## 家族
曾祖項忠，兵部尚書，贈太子太保；祖父項經，江西布政司右參政，進階中奉大夫；父項錫，南京光祿寺卿。母祝氏（封恭人）。從兄項元淳（蘇州衛指揮），兄項元深，從弟項元涍（錦衣衛千戶），弟項元淙（舉人）、項元沐。
有子項時亨、孫項利賓。